# Ivan Grgat
Ivan Grgat, né le 22 septembre 1974, à Sinj, en république fédérative socialiste de Yougoslavie, est un joueur croate de basket-ball. Il évolue durant sa carrière au poste de pivot.

## Palmarès
- Coupe de Croatie 1995, 1999
- EuroCup Challenge 2003